# Unter den Greifen (Breslau)

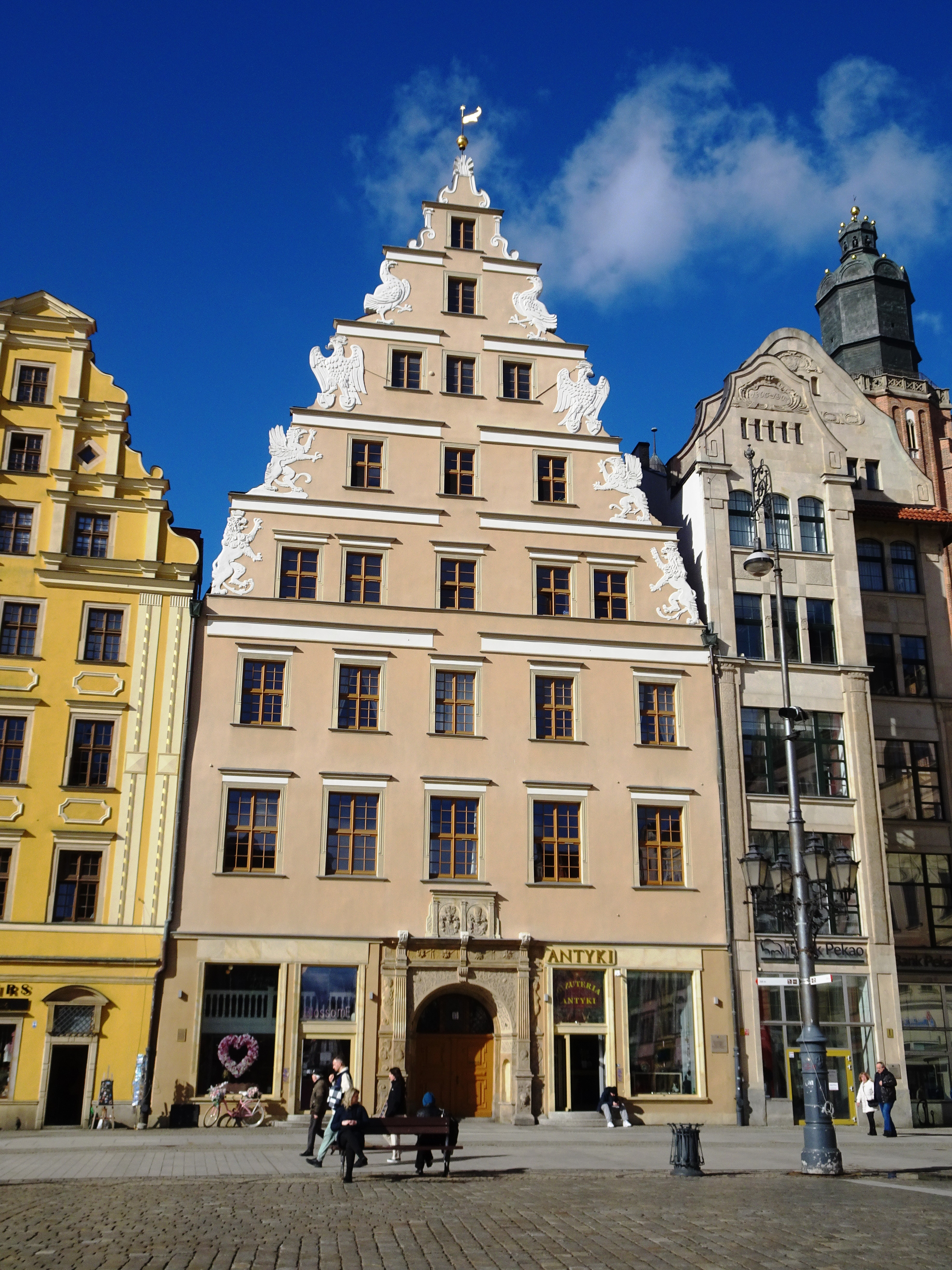
Das Haus Unter den Greifen

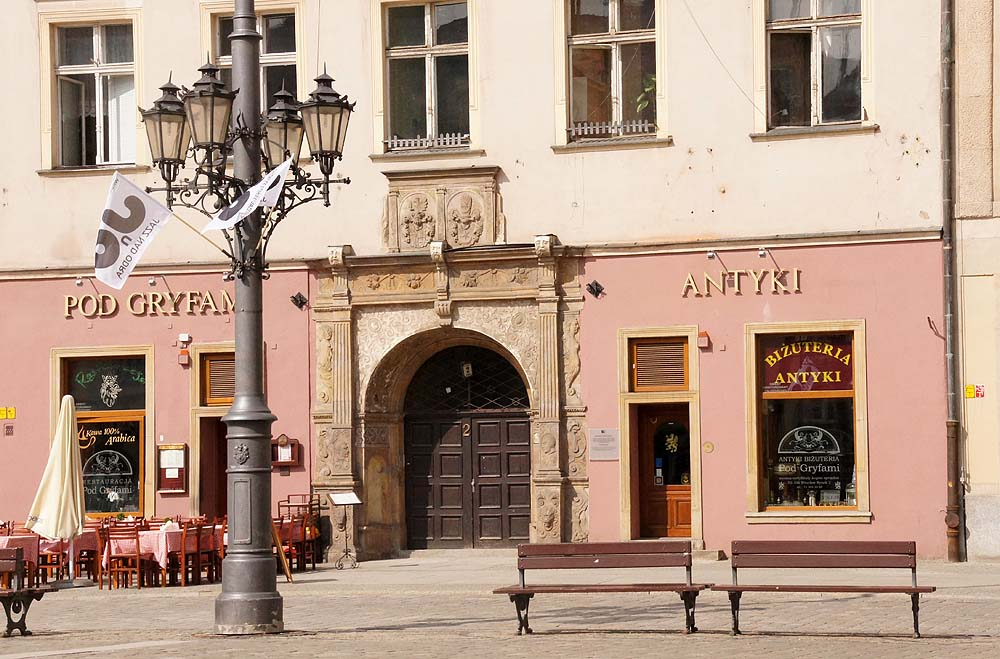
Blick auf das Erdgeschoss mit dem Sandsteinportal aus dem 16. Jahrhundert

Das Haus Unter den Greifen, auch Greifenhaus, ist das größte Haus am Breslauer Ring und liegt an der Westseite des Platzes (Nr. 2).

## Geschichte
Frühe Besitzer des Hauses waren Hans von Poppelau († 1544), der Gründer einer knapp 100 Jahre währenden familiären Handelsgesellschaft, und Konrad von Költsch (* 1533; † 1620), ein Leder- und Pelzkaufmann aus dem belgischen Brügge. Seine heutige Form erhielt das Haus zwischen den Jahren 1587 und 1589. Bei einem Brand im Dezember 1933 wurden die oberen Geschosse des Gebäudes zerstört. Bei der Sanierung wurden die in den vergangenen Jahrhunderten verlorengegangenen Verzierungen rekonstruiert. Den Zweiten Weltkrieg überstand das Gebäude fast unversehrt. Seit 1993 befindet sich im Erdgeschoss neben einem Antiquitätenladen das stadtbekannte Café Pod Gryfami (dt. Unter den Greifen). Die Kellerräume werden heute als Gasthaus genutzt.

## Architektur
Der markante fünfstöckige Giebel aus dem 16. Jahrhundert ist mit weißen Löwen, Greifen, Adlern und Pfauen verziert. Ebenfalls aus dieser Zeit stammt das Sandsteinportal im Stil der Renaissance. Darüber befindet sich das Wappen der ehemaligen Besitzer, auf dem ein Greif zu erkennen ist. Die Ausarbeitungen an der Hausfront stammen vermutlich vom niederländischen Bildhauer Gerhard Hendrik.